# 天徳寺 (水戸市)
天徳寺 （てんとくじ）は、茨城県水戸市にある曹洞宗の寺院。山号は岱宗山（たいそうざん）。本尊は十一面観世音菩薩。

## 歴史
文禄2年（1593年）8月、佐竹義憲によって創建され慶長3年（1598年）に盛庵全昌によって開山したとする説と、当初は太田にあったものが文禄2年に円通寺跡に移されたという説がある。その後、現在の祇園寺（水戸市八幡町）の地にあった。慶長7年（1602年）には徳川家康より50石の朱印地を附されている。
寛文5年（1665年）に堯翁恕学が没したのちは寺運が衰退したが、徳川光圀は月坡道印を住持として招聘した。月坡が天徳寺を離れたのち、天和3年（1683年）に光圀によって招かれた東皐心越は元禄8年（1695年）に没するまで天徳寺の住持を務めて、曹洞宗の一派である寿昌派の教えを広めた。なお、元禄4年（1691年）には光圀の命で伽藍を「唐風」に改築。元禄5年（1692年）に晋山開堂が行なわれた際には、全国から1700人もの雲衲が集まったという。また、三世・蘭山道昶は光圀の命で韻書「洪武聚分韻」の編纂に関わるなど、寺と光圀とは深い繋がりがあった。
正徳2年（1712年）、四世・大寂界仙の時代に「天徳寺」の寺籍は河和田村（現・水戸市河和田町）へ移され、元の天徳寺は祇園寺と寺号を改めて曹洞宗寿昌派の本山寺院となったが数代でその法灯も途絶えた。
江戸時代後期に火災で焼失。文久2年（1862年）に本堂と庫裏が再建されて現在に至る。なお、幕末には「水戸八景」に因んだ「河和田八景」の一つ（天徳寺晩鐘）に選ばれている。また、1950年（昭和25年）には茨城県観光審議会が選定した『茨城百景』のひとつとして、天徳寺を含んだ「水戸城西ハイキンゲコース」が選定されている。

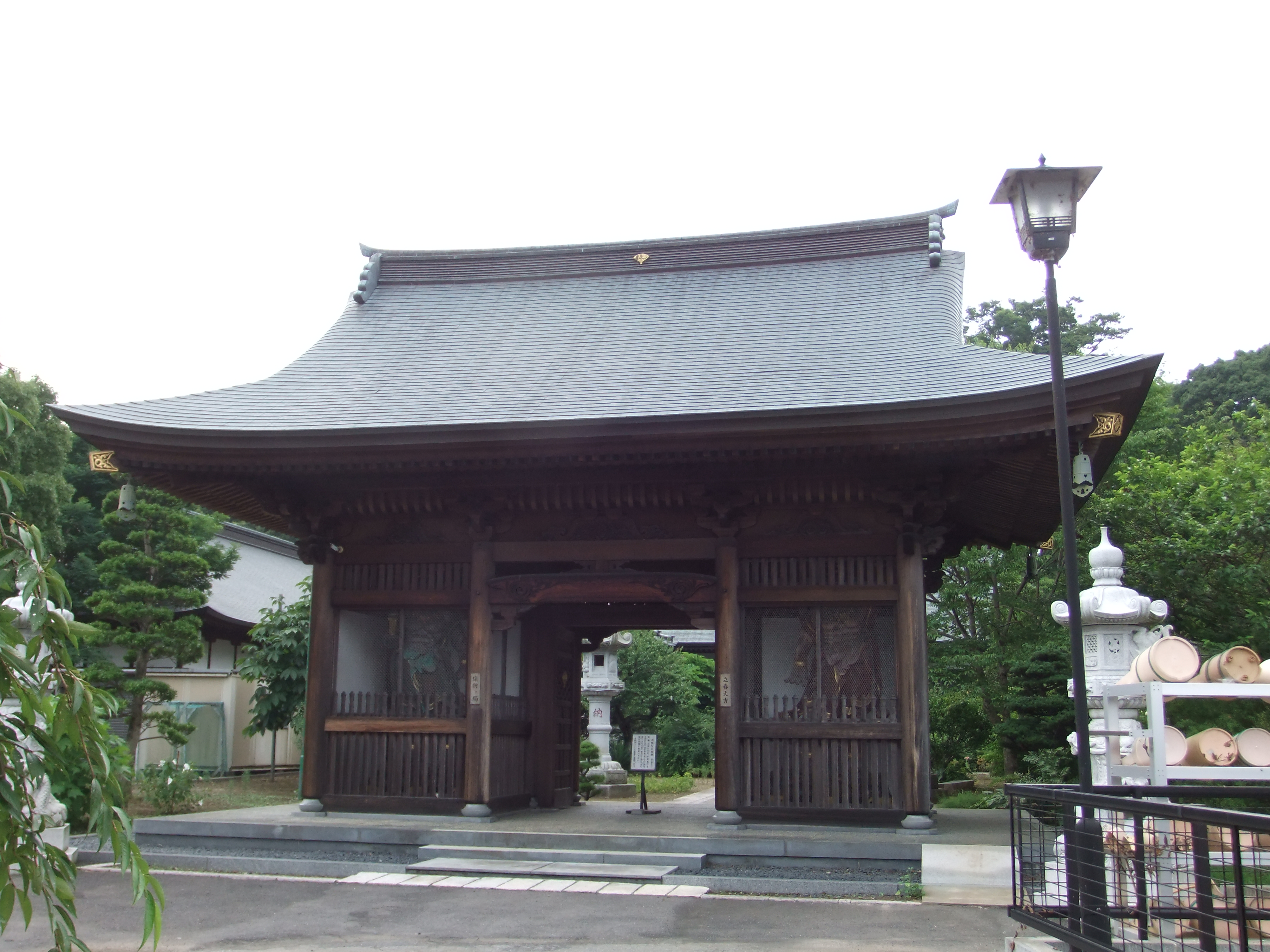
三門

## 文化財
寺宝として延享3年（1746年）ごろに作成された「大般若経」と、山岡鉄舟による山号額を有する。現在、天徳寺がある場所はかつての河和田城の跡地で、周辺の報仏寺や河和田小学校も城跡に位置しているが、昭和30年代に行われた調査によれば本堂を囲むように北西から南に掛けて幾重にも土塁や空堀が現存しており、本堂近くの土塁は上部が削られて墓地として利用されているため正確な規模は判然としないがそれでも基底巾3～5メートル、高さ1.5～3.5メートルとされ、規模の大きなものでは基底巾8～15メートル、高さ3メートル、上部巾3～10メートルほどのものもある。また、東側の山門の東西にもそれぞれ80センチから1.2メートルの高さの土塁が残っていた。なお、現在も残る土塁や堀などの遺構は市の文化財に指定されている。